# Conus brunneus
Conus brunneus е вид охлюв от семейство Conidae. Видът не е застрашен от изчезване.

## Разпространение и местообитание
Разпространен е в Галапагоски острови, Гватемала, Еквадор, Колумбия (Малпело), Коста Рика (Кокос), Мексико (Гереро, Долна Калифорния, Колима, Мичоакан, Наярит, Оахака, Синалоа, Сонора, Халиско и Чиапас), Никарагуа, Панама, Салвадор и Хондурас.
Обитава пясъчните дъна на морета и заливи. Среща се на дълбочина около 3 m, при температура на водата около 23,1 °C и соленост 34,6 ‰.